# Giorgio Leoni
Giorgio Leoni (Fiorentino, 4 settembre 1950) è un allenatore di calcio ed ex calciatore sammarinese, di ruolo difensore.

## Carriera

### Club
Da calciatore, di ruolo difensore, ha vestito le maglie di Tre Fiori, S.S. Serenissima, Juvenes e A.C. San Marino, il nome assunto dalla S.S. Serenissima prima di diventare San Marino Calcio.

### Allenatore
Da allenatore si è seduto sulla panchina delle squadre sammarinesi del Tre Fiori, Cosmos, San Giovanni e Juvenes. È stato inoltre allenatore delle formazioni giovanili e poi assistente tecnico dell'A.C. San Marino nonché commissario tecnico della Nazionale sammarinese Under 20, Under 21 e poi della Nazionale A.
La prima partita sulla panchina della Nazionale è stata San Marino - Svizzera 0-4 del 14 novembre 1990, l'esordio della formazione sammarinese in una competizione ufficiale, le qualificazioni ad Euro 1992.

## Statistiche

### Statistiche da allenatore

#### Nazionale
| Cronologia completa delle presenze e delle reti in nazionale ― San Marino | Cronologia completa delle presenze e delle reti in nazionale ― San Marino | Cronologia completa delle presenze e delle reti in nazionale ― San Marino | Cronologia completa delle presenze e delle reti in nazionale ― San Marino | Cronologia completa delle presenze e delle reti in nazionale ― San Marino | Cronologia completa delle presenze e delle reti in nazionale ― San Marino | Cronologia completa delle presenze e delle reti in nazionale ― San Marino | Cronologia completa delle presenze e delle reti in nazionale ― San Marino |
| Data                                                                      | Città                                                                     | In casa                                                                   | Risultato                                                                 | Ospiti                                                                    | Competizione                                                              | Reti                                                                      | Note                                                                      |
| ------------------------------------------------------------------------- | ------------------------------------------------------------------------- | ------------------------------------------------------------------------- | ------------------------------------------------------------------------- | ------------------------------------------------------------------------- | ------------------------------------------------------------------------- | ------------------------------------------------------------------------- | ------------------------------------------------------------------------- |
| 14-11-1990                                                                | Serravalle                                                                | San Marino                                                                | 0 – 4                                                                     | Svizzera                                                                  | Qual. Euro 1992                                                           | -                                                                         |                                                                           |
| 5-12-1990                                                                 | Bucarest                                                                  | Romania                                                                   | 6 – 0                                                                     | San Marino                                                                | Qual. Euro 1992                                                           | -                                                                         |                                                                           |
| 27-3-1991                                                                 | Serravalle                                                                | San Marino                                                                | 1 – 3                                                                     | Romania                                                                   | Qual. Euro 1992                                                           | Valdes Pasolini                                                           |                                                                           |
| 1-5-1991                                                                  | Serravalle                                                                | San Marino                                                                | 0 – 2                                                                     | Scozia                                                                    | Qual. Euro 1992                                                           | -                                                                         |                                                                           |
| 22-5-1991                                                                 | Serravalle                                                                | San Marino                                                                | 0 – 3                                                                     | Bulgaria                                                                  | Qual. Euro 1992                                                           | -                                                                         |                                                                           |
| 5-6-1991                                                                  | San Gallo                                                                 | Svizzera                                                                  | 7 – 0                                                                     | San Marino                                                                | Qual. Euro 1992                                                           | -                                                                         |                                                                           |
| 16-10-1991                                                                | Sofia                                                                     | Bulgaria                                                                  | 4 – 0                                                                     | San Marino                                                                | Qual. Euro 1992                                                           | -                                                                         |                                                                           |
| 13-11-1991                                                                | Glasgow                                                                   | Scozia                                                                    | 4 – 0                                                                     | San Marino                                                                | Qual. Euro 1992                                                           | -                                                                         |                                                                           |
| 19-2-1992                                                                 | Cesena                                                                    | San Marino                                                                | 0 – 4                                                                     | Italia                                                                    | Amichevole                                                                | -                                                                         |                                                                           |
| 9-9-1992                                                                  | Oslo                                                                      | Norvegia                                                                  | 10 – 0                                                                    | San Marino                                                                | Qual. Mondiali 1994                                                       | -                                                                         |                                                                           |
| 7-10-1992                                                                 | Serravalle                                                                | San Marino                                                                | 0 – 2                                                                     | Norvegia                                                                  | Qual. Mondiali 1994                                                       | -                                                                         |                                                                           |
| 28-10-1992                                                                | Ankara                                                                    | Turchia                                                                   | 4 – 1                                                                     | San Marino                                                                | Qual. Mondiali 1994                                                       | Nicola Bacciocchi                                                         |                                                                           |
| 17-2-1993                                                                 | Londra                                                                    | Inghilterra                                                               | 6 – 0                                                                     | San Marino                                                                | Qual. Mondiali 1994                                                       | -                                                                         |                                                                           |
| 10-3-1993                                                                 | Serravalle                                                                | San Marino                                                                | 0 – 0                                                                     | Turchia                                                                   | Qual. Mondiali 1994                                                       | -                                                                         |                                                                           |
| 24-3-1993                                                                 | Utrecht                                                                   | Paesi Bassi                                                               | 6 – 0                                                                     | San Marino                                                                | Qual. Mondiali 1994                                                       | -                                                                         |                                                                           |
| 28-4-1993                                                                 | Łódź                                                                      | Polonia                                                                   | 1 – 0                                                                     | San Marino                                                                | Qual. Mondiali 1994                                                       | -                                                                         |                                                                           |
| 19-5-1993                                                                 | Serravalle                                                                | San Marino                                                                | 0 – 3                                                                     | Polonia                                                                   | Qual. Mondiali 1994                                                       | -                                                                         |                                                                           |
| 22-9-1993                                                                 | Bologna                                                                   | San Marino                                                                | 0 – 7                                                                     | Paesi Bassi                                                               | Qual. Mondiali 1994                                                       | -                                                                         |                                                                           |
| 16-11-1993                                                                | Bologna                                                                   | San Marino                                                                | 1 – 7                                                                     | Inghilterra                                                               | Qual. Mondiali 1994                                                       | Davide Gualtieri                                                          |                                                                           |
| 12-10-1994                                                                | Mosca                                                                     | Russia                                                                    | 4 – 0                                                                     | San Marino                                                                | Qual. Euro 1996                                                           | -                                                                         |                                                                           |
| 16-11-1994                                                                | Atene                                                                     | Grecia                                                                    | 2 – 0                                                                     | San Marino                                                                | Qual. Euro 1996                                                           | -                                                                         |                                                                           |
| 14-12-1994                                                                | Helsinki                                                                  | Finlandia                                                                 | 4 – 1                                                                     | San Marino                                                                | Qual. Euro 1996                                                           | Pier Domenico Della Valle                                                 |                                                                           |
| 29-3-1995                                                                 | Serravalle                                                                | San Marino                                                                | 0 – 2                                                                     | Finlandia                                                                 | Qual. Euro 1996                                                           | -                                                                         |                                                                           |
| 26-4-1995                                                                 | Serravalle                                                                | San Marino                                                                | 0 – 2                                                                     | Scozia                                                                    | Qual. Euro 1996                                                           | -                                                                         |                                                                           |
| 26-5-1995                                                                 | Toftir                                                                    | Fær Øer                                                                   | 3 – 0                                                                     | San Marino                                                                | Qual. Euro 1996                                                           | -                                                                         |                                                                           |
| 7-6-1995                                                                  | Serravalle                                                                | San Marino                                                                | 0 – 7                                                                     | Russia                                                                    | Qual. Euro 1996                                                           | -                                                                         |                                                                           |
| 6-9-1995                                                                  | Serravalle                                                                | San Marino                                                                | 0 – 4                                                                     | Grecia                                                                    | Qual. Euro 1996                                                           | -                                                                         |                                                                           |
| 11-10-1995                                                                | Serravalle                                                                | San Marino                                                                | 1 – 3                                                                     | Fær Øer                                                                   | Qual. Euro 1996                                                           | Mauro Valentini                                                           |                                                                           |
| 15-11-1995                                                                | Glasgow                                                                   | Scozia                                                                    | 5 – 0                                                                     | San Marino                                                                | Qual. Euro 1996                                                           | -                                                                         |                                                                           |
| Totale                                                                    |                                                                           | Presenze                                                                  | 28                                                                        |                                                                           | Reti                                                                      | 5                                                                         |                                                                           |

## Palmarès

### Giocatore
- Coppa Titano: 3

Tre Fiori: 1971, 1974
Juvenes: 1984